# Fritz Naef
Pour les articles homonymes, voir Naef.
Fritz Naef, né le 5 juin 1934 à Davos en Suisse et mort le 27 juillet 2014 à Genève en Suisse, est un joueur de hockey sur glace.

## Carrière de joueur
Fritz Naef commence sa carrière de hockeyeur au HC Davos en 1949.
Après cinq saisons avec le club grison, Naef rejoint le Lausanne HC en 1954. Il participe à la promotion du club en LNA lors de la saison 1956-1957. Après cette promotion, il termine deux fois meilleur compteur de LNA, lors des saisons 1958-1959 et 1959-1960.
En 1960, il quitte le LHC et rejoint le Servette HC. Après la fusion du Servette HC avec le HC Genève et la montée en LNA du Genève-Servette HC en 1964, il est à nouveau meilleur compteur de LNA, pendant quatre saisons consécutives, entre 1964-1965 et 1967-1968. Il gagne aussi quatre titres de vice-champion de Suisse, au cours des saisons 1965-1966 à 1968-1969. Il joue son dernier match en Ligue nationale A le 15 février 1969 contre le HC La Chaux-de-Fonds.
Entre 1952 et 1965, Fritz Naef est international 51 fois, marquant 52 buts. Il participe à quatre championnats du monde  (1955, 1956, 1961 et 1962) ainsi qu'aux Jeux olympiques d'hiver de 1956 au cours desquels il marque six buts.
Le 21 janvier 1967, il inscrit 8 buts contre Neuchâtel Sports-Young Sprinters, ce qui fait de lui le codétenteur actuel du record de nombre de buts marqués par un seul joueur dans un match de NLA.
Le 25 septembre 2004, le Genève-Servette HC retire le maillot 6, numéro porté par le joueur durant ses neuf saisons genevoises.